# Adonisea contracta
Adonisea contracta là một loài bướm đêm trong họ Noctuidae.